# Cosby indaga
Cosby indaga (The Cosby Mysteries) è una serie televisiva statunitense in 18 episodi trasmessi per la prima volta nel corso di una sola stagione dal 1994 al 1995. Il primo episodio della serie era stato preceduto da un film per la televisione pilota trasmesso nel gennaio del 1994 e intitolato The Cosby Mysteries (il primo episodio fu trasmesso poi a settembre).
È una commedia poliziesca incentrata sui casi affrontati da Guy Hanks (interpretato da Bill Cosby), ex criminologo (dopo una vincita milionaria alla lotteria) che aiuta gli ex colleghi della polizia, in particolare il detective Adam Sully.

## Trama
L'ex criminologo Guy Hanks, ritiratosi dopo una vincita milionaria alla lotteria, è costretto a tornare sui suoi passi, grazie ai suoi ex colleghi, il detective Adam Sully e il medico legale John Chapman, per risolvere casi difficili. Mentre Hanks usa il suo ingegno e le sue conoscenze forensi per risolvere i crimini, ha a che fare anche con la sua domestica insopportabile Angie e con la sua ragazza Barbara Lorenz.

## Personaggi e interpreti
- Guy Hanks, interpretato da Bill Cosby.
- M.E. John Chapman (14 episodi, 1994-1995), interpretato da Robert Stanton.
- Detective Adam Sully (6 episodi, 1994-1995), interpretato da James Naughton.
- Lou (5 episodi, 1994), interpretato da Mario Todisco.
- Dante (4 episodi, 1994-1995), interpretato da Mos Def.
- Angie Corea (4 episodi, 1994-1995), interpretata da Rita Moreno.
- Barbara Lorenz (3 episodi, 1994-1995), interpretata da Lynn Whitfield.
- Mr. Poppy (3 episodi, 1994), interpretato da John Henry Kurtz.
- Ufficiale (3 episodi, 1995), interpretato da Tony Cucci.
- Espinosa (3 episodi, 1995), interpretato da José Zúñiga.
- Dottor Weeks (2 episodi, 1994), interpretato da LaChanze.
- Yolanda (2 episodi, 1994), interpretata da Gwen Verdon.

## Produzione
La serie, ideata da David Black e William Link, fu prodotta da Bill Cosby e Columbia Pictures Television Le musiche furono composte da Craig Handy e Bill Cosby. L'attore e rapper Mos Def appare in diversi episodi (accreditato come Dante Beze).

### Registi
Tra i registi della serie sono accreditati:
- Alan J. Levi (3 episodi, 1994-1995)
- Neema Barnette (2 episodi, 1994-1995)
- Corey Allen (2 episodi, 1994)
- E.W. Swackhamer (2 episodi, 1994)
- Lou Antonio (2 episodi, 1995)

## Distribuzione
La serie fu trasmessa negli Stati Uniti dal 1994 al 1995 sulla rete televisiva NBC. In Italia è stata trasmessa dal 1996 su Canale 5 con il titolo Cosby indaga.
Alcune delle uscite internazionali sono state:
- negli Stati Uniti il 21 settembre 1994 (The Cosby Mysteries)
- in Spagna (Los casos de Cosby)
- in Portogallo (Os Mistérios de Bill Cosby)
- in Italia (Cosby indaga)

## Episodi
| Stagione       | Episodi | Prima TV USA |
| -------------- | ------- | ------------ |
| Prima stagione | 18      | 1994-1995    |

## Curiosità
Nel terzo episodio dell'undicesima stagione de I Simpson intitolato Indovina chi viene a criticare, Homer Simpson si lamenta della cancellazione di Cosby indaga, dicendo: «Quello show aveva potenzialità illimitate!».